# 美国演员工会奖喜剧类剧集最佳女演员
美国演员工会奖喜剧类剧集最佳女演员（英語：Screen Actors Guild Award for Outstanding Performance by a Female Actor in a Comedy Series）是美国演员工会奖为了表彰上一年度在喜剧类剧集中有出色艺术成就的女演员。该奖项自1994年起设立。

## 获奖者与提名者

### 1990年代
| 年份       | 提名者                 | 提名作品             |
| ---------- | ---------------------- | -------------------- |
| 1994 第1届 | 海伦·亨特              | 《我为卿狂》         |
| 1994 第1届 | 羅珊·巴爾              | 《罗斯安家庭生活》   |
| 1994 第1届 | 坎娣絲·伯根            | 《墨菲布朗》         |
| 1994 第1届 | 艾倫·狄珍妮            | 《艾伦和她的朋友们》 |
| 1994 第1届 | 茱莉亚·路易斯-德瑞弗斯 | 《宋飞传》           |
| 1995 第2届 | 克莉絲汀·巴倫絲基      | 《西碧尔》           |
| 1995 第2届 | 坎娣絲·伯根            | 《墨菲布朗》         |
| 1995 第2届 | 海伦·亨特              | 《我为卿狂》         |
| 1995 第2届 | 丽莎·库卓              | 《老友记》           |
| 1995 第2届 | 茱莉亚·路易斯-德瑞弗斯 | 《宋飞传》           |
| 1996 第3届 | 茱莉亚·路易斯-德瑞弗斯 | 《宋飞传》           |
| 1996 第3届 | 克莉絲汀·巴倫絲基      | 《西碧尔》           |
| 1996 第3届 | 艾倫·狄珍妮            | 《艾伦和她的朋友们》 |
| 1996 第3届 | 海伦·亨特              | 《为你疯狂》         |
| 1996 第3届 | 克丽丝滕·约翰斯顿      | 《歪星撞地球》       |
| 1997 第4届 | 茱莉亚·路易斯-德瑞弗斯 | 《宋飞传》           |
| 1997 第4届 | 柯丝蒂·阿利            | 《薇洛尼卡的衣橱》   |
| 1997 第4届 | 艾倫·狄珍妮            | 《艾伦和她的朋友们》 |
| 1997 第4届 | 卡莉絲塔·佛克哈特      | 《艾莉的異想世界》   |
| 1997 第4届 | 海伦·亨特              | 《我为卿狂》         |
| 1998 第5届 | 特蕾西·厄尔曼          | 《特蕾西发生在...》  |
| 1998 第5届 | 卡莉絲塔·佛克哈特      | 《艾莉的異想世界》   |
| 1998 第5届 | 丽莎·库卓              | 《老友记》           |
| 1998 第5届 | 茱莉亚·路易斯-德瑞弗斯 | 《宋飞传》           |
| 1998 第5届 | 埃米·皮茨              | 《欢乐俏女郎》       |
| 1999 第6届 | 丽莎·库卓              | 《老友记》           |
| 1999 第6届 | 卡莉絲塔·佛克哈特      | 《艾莉的異想世界》   |
| 1999 第6届 | 劉玉玲                 | 《艾莉的異想世界》   |
| 1999 第6届 | 莎拉·潔西卡·帕克       | 《慾望城市》         |
| 1999 第6届 | 特蕾西·厄尔曼          | 《特蕾西发生在...》  |

### 2000年代
| 年份        | 提名者                 | 提名作品                               |
| ----------- | ---------------------- | -------------------------------------- |
| 2000 第7届  | 莎拉·潔西卡·帕克       | 《慾望城市》                           |
| 2000 第7届  | 卡莉絲塔·佛克哈特      | 《艾莉的異想世界》                     |
| 2000 第7届  | 简·卡兹玛拉克          | 《左右做人难》                         |
| 2000 第7届  | 黛博拉·梅辛            | 《威尔与格蕾丝》                       |
| 2000 第7届  | 梅甘·马拉利            | 《威尔与格蕾丝》                       |
| 2001 第8届  | 梅甘·马拉利            | 《威尔与格蕾丝》                       |
| 2001 第8届  | 詹妮弗·安妮斯顿        | 《老友记》                             |
| 2001 第8届  | 金·凱特羅              | 《慾望城市》                           |
| 2001 第8届  | 帕特里夏·希顿          | 《人人都爱雷蒙德》                     |
| 2001 第8届  | 莎拉·潔西卡·帕克       | 《慾望城市》                           |
| 2002 第9届  | 梅甘·马拉利            | 《威尔与格蕾丝》                       |
| 2002 第9届  | 詹妮弗·安妮斯顿        | 《老友记》                             |
| 2002 第9届  | 金·凱特羅              | 《慾望城市》                           |
| 2002 第9届  | 帕特里夏·希顿          | 《人人都爱雷蒙德》                     |
| 2002 第9届  | 简·卡兹玛拉克          | 《左右做人难》                         |
| 2003 第10届 | 梅甘·马拉利            | 《威尔与格蕾丝》                       |
| 2003 第10届 | 帕特里夏·希顿          | 《人人都爱雷蒙德》                     |
| 2003 第10届 | 丽莎·库卓              | 《老友记》                             |
| 2003 第10届 | 黛博拉·梅辛            | 《威尔与格蕾丝》                       |
| 2003 第10届 | 多丽丝·罗伯茨          | 《人人都爱雷蒙德》                     |
| 2004 第11届 | 泰瑞·海契              | 《绝望的主妇》                         |
| 2004 第11届 | 帕特里夏·希顿          | 《人人都爱雷蒙德》                     |
| 2004 第11届 | 梅甘·马拉利            | 《威尔与格蕾丝》                       |
| 2004 第11届 | 莎拉·潔西卡·帕克       | 《慾望城市》                           |
| 2004 第11届 | 多丽丝·罗伯茨          | 《人人都爱雷蒙德》                     |
| 2005 第12届 | 费利西蒂·赫夫曼        | 《绝望的主妇》                         |
| 2005 第12届 | 坎娣絲·伯根            | 《波士顿法律》                         |
| 2005 第12届 | 帕特里夏·希顿          | 《人人都爱雷蒙德》                     |
| 2005 第12届 | 梅甘·马拉利            | 《威尔与格蕾丝》                       |
| 2005 第12届 | 瑪麗-露易斯·帕克       | 《单身毒妈》                           |
| 2006 第13届 | 艾美莉卡·弗利拉        | 《丑女贝蒂》                           |
| 2006 第13届 | 费利西蒂·赫夫曼        | 《绝望的主妇》                         |
| 2006 第13届 | 茱莉亚·路易斯-德瑞弗斯 | 《俏妈新上路》                         |
| 2006 第13届 | 梅甘·马拉利            | 《威尔与格蕾丝》                       |
| 2006 第13届 | 瑪麗-露易斯·帕克       | 《单身毒妈》                           |
| 2006 第13届 | 潔米·佩絲莉            | 《愚人善事》                           |
| 2007 第14届 | 蒂娜·菲                | 《超級製作人》                         |
| 2007 第14届 | 克里斯蒂娜·艾伯盖特    | 《花姐貴姓》                           |
| 2007 第14届 | 艾美莉卡·弗利拉        | 《丑女贝蒂》                           |
| 2007 第14届 | 瑪麗-露易斯·帕克       | 《单身毒妈》                           |
| 2007 第14届 | 凡妮莎·威廉斯          | 《丑女贝蒂》                           |
| 2008 第15届 | 蒂娜·菲                | 《超級製作人》                         |
| 2008 第15届 | 克里斯蒂娜·艾伯盖特    | 《花姐貴姓》                           |
| 2008 第15届 | 艾美莉卡·弗利拉        | 《丑女贝蒂》                           |
| 2008 第15届 | 瑪麗-露易斯·帕克       | 《单身毒妈》                           |
| 2008 第15届 | 特蕾西·厄尔曼          | 《Tracey Ullman's State of the Union》 |
| 2009 第16届 | 蒂娜·菲                | 《超級製作人》                         |
| 2009 第16届 | 克里斯蒂娜·艾伯盖特    | 《花姐貴姓》                           |
| 2009 第16届 | 東妮·克莉蒂            | 《倒错人生》                           |
| 2009 第16届 | 艾迪·法柯              | 《護士當家》                           |
| 2009 第16届 | 茱莉亚·路易斯-德瑞弗斯 | 《俏妈新上路》                         |

### 2010年代
| 年份        | 提名者                 | 提名作品         |
| ----------- | ---------------------- | ---------------- |
| 2010 第17届 | 貝蒂·懷特              | 《魅力克利夫蘭》 |
| 2010 第17届 | 艾迪·法柯              | 《護士當家》     |
| 2010 第17届 | 蒂娜·菲                | 《超級製作人》   |
| 2010 第17届 | 珍·林奇                | 《欢乐合唱团》   |
| 2010 第17届 | 索菲娅·维加拉          | 《摩登家庭》     |
| 2011 第18届 | 貝蒂·懷特              | 《魅力克利夫蘭》 |
| 2011 第18届 | 朱莉·鲍温              | 《摩登家庭》     |
| 2011 第18届 | 艾迪·法柯              | 《護士當家》     |
| 2011 第18届 | 蒂娜·菲                | 《超級製作人》   |
| 2011 第18届 | 索菲娅·维加拉          | 《摩登家庭》     |
| 2012 第19届 | 蒂娜·菲                | 《超級製作人》   |
| 2012 第19届 | 艾迪·法柯              | 《護士當家》     |
| 2012 第19届 | 艾米·波勒              | 《公园与游憩》   |
| 2012 第19届 | 索菲娅·维加拉          | 《摩登家庭》     |
| 2012 第19届 | 貝蒂·懷特              | 《魅力克利夫蘭》 |
| 2013 第20届 | 茱莉亚·路易斯-德瑞弗斯 | 《副人之仁》     |
| 2013 第20届 | 马伊姆·拜力克          | 《生活大爆炸》   |
| 2013 第20届 | 朱莉·鲍温              | 《摩登家庭》     |
| 2013 第20届 | 艾迪·法柯              | 《護士當家》     |
| 2013 第20届 | 蒂娜·菲                | 《超級製作人》   |
| 2014 第21届 | 烏佐·阿杜巴            | 《勁爆女子監獄》 |
| 2014 第21届 | 朱莉·鲍温              | 《摩登家庭》     |
| 2014 第21届 | 艾迪·法柯              | 《護士當家》     |
| 2014 第21届 | 茱莉亚·路易斯-德瑞弗斯 | 《副人之仁》     |
| 2014 第21届 | 艾米·波勒              | 《公园与游憩》   |
| 2015 第22屆 | 烏佐·阿杜巴            | 《勁爆女子監獄》 |
| 2015 第22屆 | 艾迪·法柯              | 《護士當家》     |
| 2015 第22屆 | 埃莉·肯珀              | 《打不倒的金咪》 |
| 2015 第22屆 | 茱莉亚·路易斯-德瑞弗斯 | 《副人之仁》     |
| 2015 第22屆 | 艾米·波勒              | 《公园与游憩》   |
| 2016 第23届 | 茱莉亚·路易斯-德瑞弗斯 | 《副人之仁》     |
| 2016 第23届 | 烏佐·阿杜巴            | 《勁爆女子監獄》 |
| 2016 第23届 | 珍·芳達                | 《同妻俱樂部》   |
| 2016 第23届 | 埃莉·肯珀              | 《打不倒的金咪》 |
| 2016 第23届 | 莉莉·湯姆琳            | 《同妻俱樂部》   |
| 2017 第24屆 | 茱莉亚·路易斯-德瑞弗斯 | 《副人之仁》     |
| 2017 第24屆 | 烏佐·阿杜巴            | 《勁爆女子監獄》 |
| 2017 第24屆 | 爱丽森·布里            | 《美女摔角联盟》 |
| 2017 第24屆 | 珍·芳達                | 《同妻俱樂部》   |
| 2017 第24屆 | 莉莉·湯姆琳            | 《同妻俱樂部》   |
| 2018 第25届 | 瑞秋·布羅斯納安        | 《漫才梅索太太》 |
| 2018 第25届 | 艾利克斯·布斯汀        | 《漫才梅索太太》 |
| 2018 第25届 | 爱丽森·布里            | 《美女摔角联盟》 |
| 2018 第25届 | 珍·芳達                | 《同妻俱樂部》   |
| 2018 第25届 | 莉莉·湯姆琳            | 《同妻俱樂部》   |
| 2019 第26届 | 菲比·沃勒-布里奇       | 《伦敦生活》     |
| 2019 第26届 | 克里斯蒂娜·艾伯盖特    | 《麻木不仁》     |
| 2019 第26届 | 艾利克斯·布斯汀        | 《漫才梅索太太》 |
| 2019 第26届 | 瑞秋·布羅斯納安        | 《漫才梅索太太》 |
| 2019 第26届 | 凯瑟琳·奥哈拉          | 《富家穷路》     |

### 2020年代
| 年份        | 提名者              | 提名作品                      |
| ----------- | ------------------- | ----------------------------- |
| 2020 第27届 | 凯瑟琳·奥哈拉       | 《富家窮路》                  |
| 2020 第27届 | 克里斯蒂娜·艾伯盖特 | 《麻木不仁》                  |
| 2020 第27届 | 琳达·卡德里尼       | 《麻木不仁》                  |
| 2020 第27届 | 凯莉·库柯           | 《謎飛空姐》                  |
| 2020 第27届 | 安妮·墨菲           | 《富家窮路》                  |
| 2021 第28届 | 琼·斯马特           | 《天后與草莓》                |
| 2021 第28届 | 艾丽·范宁           | 《凱薩琳大帝》                |
| 2021 第28届 | 吳珊卓              | 《叫她系主任》                |
| 2021 第28届 | 朱诺·谭波儿         | 《泰德拉索：錯棚教練趣事多》  |
| 2021 第28届 | 汉娜·沃丁厄姆       | 《泰德拉索：錯棚教練趣事多》  |
| 2022 第29届 | 珍·斯马特           | 《天后與草莓》                |
| 2022 第29届 | 克里斯蒂娜·艾伯盖特 | 《死生之交》                  |
| 2022 第29届 | 瑞秋·布羅斯納安     | 《漫才梅索太太》              |
| 2022 第29届 | 昆塔·布倫森         | 《小学风云》                  |
| 2022 第29届 | 珍娜·奧特嘉         | 《星期三》                    |
| 2023 第30届 | 阿尤·艾德维利       | 《大熊餐廳》                  |
| 2023 第30届 | 艾利克斯·布斯汀     | 《漫才梅索太太》              |
| 2023 第30届 | 瑞秋·布羅斯納安     | 《漫才梅索太太》              |
| 2023 第30届 | 昆塔·布倫森         | 《小学风云》                  |
| 2023 第30届 | 汉娜·沃丁厄姆       | 《泰德·拉索：錯棚教練趣事多》 |
| 2024 第31届 | 珍·斯马特           | 《天后與草莓》                |
| 2024 第31届 | 姬絲汀·貝兒         | 《天作不合的我们》            |
| 2024 第31届 | 昆塔·布倫森         | 《小学风云》                  |
| 2024 第31届 | 莉莎·科伦-扎亚斯    | 《大熊餐廳》                  |
| 2024 第31届 | 阿尤·艾德维利       | 《大熊餐廳》                  |

## 纪录

### 多次获奖者
5 次获奖
- 茱莉亚·路易斯-德瑞弗斯

4 次获奖
- 蒂娜·菲

3 次获奖
- 梅甘·马拉利

2 次获奖
- 烏佐·阿杜巴
- 貝蒂·懷特

### 多次提名
| 12 次提名 - 茱莉亚·路易斯-德瑞弗斯 |

7 次提名
- 艾迪·法柯
- 蒂娜·菲
- 梅甘·马拉利

5 次提名
- 克里斯蒂娜·艾伯盖特
- 帕特里夏·希顿

4 次提名
- 烏佐·阿杜巴
- 卡莉絲塔·佛克哈特
- 海伦·亨特
- 丽莎·库卓
- 瑪麗-露易斯·帕克
- 莎拉·潔西卡·帕克

3 次提名
- 坎娣絲·伯根
- 朱莉·鲍温
- 艾倫·狄珍妮
- 艾美莉卡·弗利拉
- 珍·芳達
- 艾米·波勒
- 莉莉·湯姆琳
- 特蕾西·厄尔曼
- 索菲娅·维加拉
- 貝蒂·懷特

2 次提名
- 詹妮弗·安妮斯顿
- 克莉絲汀·巴倫絲基
- 艾利克斯·布斯汀
- 爱丽森·布里
- 瑞秋·布羅斯納安
- 金·凱特羅
- 费利西蒂·赫夫曼
- 简·卡兹玛拉克（英语：Jane Kaczmarek）
- 埃莉·肯珀
- 黛博拉·梅辛
- 凯瑟琳·奥哈拉
- 多丽丝·罗伯茨